# Enicospilus fernaldi
Enicospilus fernaldi là một loài tò vò trong họ Ichneumonidae.